# Joe Frazier vs. George Foreman
Joe Frazier vs. George Foreman, conosciuto anche come "The Sunshine Showdown", è stato un incontro di pugilato valevole per il titolo di campione del mondo dei pesi massimi versione WBA, WBC, The Ring e Lineare. L'evento si è svolto il 22 gennaio 1973 presso il National Stadium di Kingston in Giamaica. Foreman vinse per KO tecnico al 2º round.

## Contesto
Joe Frazier aveva sconfitto Muhammad Ali due anni prima e sembrava dominatore assoluto della categoria, Smokin Joe era imbattuto e possedeva un gancio sinistro micidiale, lo sfidante George Foreman anche lui imbattuto era comunque non considerato estremamente sfavorito vista la sua fama di picchiatore e la sua grande stazza (era alto 193 cm contro il 181 cm di Frazier), nonostante ciò pochi immaginavano cosa sarebbe successo quella sera.

## L'incontro
Il match durò soltanto due round, con Foreman che vinse per KO tecnico al minuto 1:35 della seconda ripresa detronizzando Frazier e diventando il nuovo campione mondiale dei pesi massimi. Foreman brutalizzò Frazier per tutta la durata del match, dominandolo fisicamente e mandando al tappeto il campione per sei volte. Nel corso dell'incontro, il telecronista della ABC Howard Cosell fece la celebre triplice esclamazione: «Down goes Frazier! Down goes Frazier! Down goes Frazier!» ("Frazier va giù! Frazier va giù! Frazier va giù!"). A meno di due minuti dall'inizio dell'incontro, Foreman stordì Frazier con una serie di pugni mandandolo al tappeto con un uppercut destro. Frazier riuscì a rialzarsi ma Foreman continuò a dominare e colpì Frazier con un altro uppercut che lo fece cadere in ginocchio. Poco tempo dopo che Frazier si era alzato dal knockdown, una combinazione portata da Foreman mandò nuovamente il campione al tappeto.
Nel secondo round Foreman stese ancora Frazier per altre due volte con dei potenti destri, poi Angelo Dundee, che era a bordo ring ad osservare l'incontro, chiese che l'incontro fosse interrotto. L'arbitro Arthur Mercante Sr. decise alla fine di fermare il match dopo il sesto knockdown, e Foreman fu dichiarato vincitore al minuto 1:35 del secondo round, diventando, all'epoca, il terzo campione mondiale dei massimi più giovane della storia (dopo Floyd Patterson e Muhammad Ali).

### Arbitro e giudici
- Arbitro: Arthur Mercante Sr.
- Giudice: Nick Spano
- Giudice: Jack Minott

## Conseguenze
Foreman avrebbe in seguito difeso il titolo contro José Roman a Tokyo (1º settembre 1973) e contro Ken Norton a Caracas (26 marzo 1974), venendo infine spodestato da Muhammad Ali a Kinshasa il 30 ottobre 1974 nell'incontro passato alla storia come The Rumble in the Jungle.
La rivincita con Frazier — che da parte sua fu sconfitto da Ali il 28 gennaio 1974 e il 1º ottobre 1975 in combattimenti valevoli per il titolo nordamericano e la riunificazione della corona mondiale — si svolse a New York il 15 giugno 1976, con la cintura nazionale in palio: Big George trionfò nuovamente per knock-out tecnico alla quinta ripresa.